# Villa Luisa (Bagnères-de-Luchon)

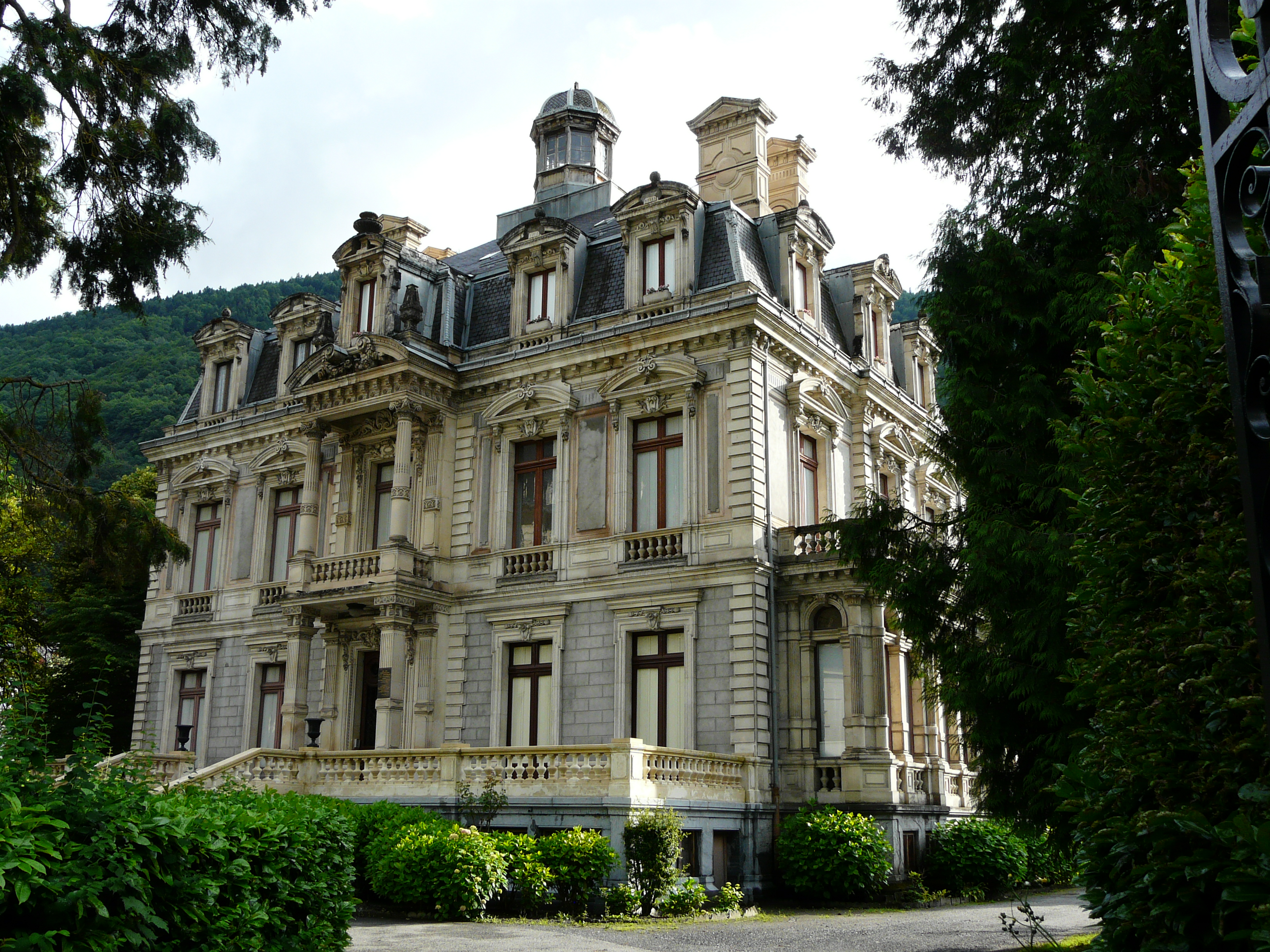
Villa Luisa in Bagnères-de-Luchon

Die Villa Luisa in Bagnères-de-Luchon, einer französischen Stadt im Département Haute-Garonne in der Region Okzitanien, wurde 1884 für Gabriel Estradère errichtet. Die Villa am Boulevard Charles Tron Nr. 6 steht seit 2012 als Monument historique auf der Liste der Baudenkmäler in Frankreich.
Die Villa im Stil der Neurenaissance wurde nach Plänen des Architekten Bernard Castex erbaut. Sie diente von 1915 bis 1930 den Fürsten von Monaco als Sommerresidenz, danach wurde sie vom Hotel Pyrénées-Palace genutzt. Heute ist sie in Eigentumswohnungen aufgeteilt.